# Saison 5 de La Boîte à musique
Chronologie
Saison 4 Saison 6
Cet article présente les épisodes de la cinquième saison de l'émission de télévision La Boîte à musique.

## Présentation
Cette saison, composée de cinq numéros, est diffusée le jeudi soir en deuxième partie de soirée du 29 juillet au 26 août 2010.

## Liste des émissions

### Jeudi 29 juillet 2010:L’Amour et la Mort
Invités
Hugues Aufray (chanteur), Disiz (rappeur) et Nolwenn Leroy (chanteuse).
Interprètes
Laurent Alvaro (baryton), Nicolas Baldeyrou (clarinette), Antoine Hervé (piano), Wang Li (guimbarde), Park Stickney (harpe), Béatrice Uria-Monzon (mezzo-soprano) et l'ensemble Voce.

### Jeudi 5 août 2010:Rythme et Virtuosité
Invités
Pauline (chanteuse), Ariane Ascaride (actrice) et André Manoukian (musicien).
Interprètes
Alexandre Tharaud (piano), Malia Bendi Merad (soprano), Svetlin Roussev (violon), Philippe Geiss (saxophone) et l'ensemble Les tambours de lune.

### Jeudi 12 août 2010:Classique et Jazz
Invités
Roland Giraud (acteur), Julie Zenatti (chanteuse) et Bernard Werber (écrivain).
Interprètes
Nathalie Stutzmann (contralto), Jean-Yves Thibaudet (piano), Carlo Rizzo (Tambourin Polytimbral)

### Jeudi 19 août 2010:Tour d’Europe
Invités,
Roselyne Bachelot (ex-politique), Bruno Putzulu (acteur) et Patrick Poivre d'Arvor (journaliste).
Interprètes
Stéphanie-Marie Degand (violon), Juliette Hurel (flûte), Blandine Staskiewicz (mezzo-soprano), Guillaume de Chassy (piano), Ana Yerno (danseuse de flamenco), Aleksei Arkhipovsky (balalaïka) et le quintette Trombamania.

### Jeudi 26 août 2010:Bach to the Future
Émission consacrée au compositeur Johann Sebastian Bach.
Invités
Maria de Medeiros (actrice), Yvan Le Bolloc'h (acteur) et Sébastien Folin (animateur).
Interprètes
Didier Lockwood (violon), Sarah Nemtanu (violon), le Concert impromptu, Manu Delago (hang), Antoine Hervé (piano) et Hervé Fontaine (beatbox).